# ويللا فيتزجيرالد
ويللا فيتزجيرالد (بالإنجليزية: Willa Fitzgerald)‏ (ولدت في 17 يناير 1991) هي ممثلة أمريكية من مواليد ناشفيل ، الولايات المتحدة. اشتهرت بدورها في دور (إيما دوفال) في فيلم صرخة. بدأت حياتها المهنية في عام 2008 و تخرجت من مدرسة هاربيث هول في عام 2009 ، ثم حصلت على درجة البكالوريوس في دراسات المسرح من جامعة ييل عام 2013.

## روابط خارجية
- ويللا فيتزجيرالد على موقع IMDb (الإنجليزية)
- ويللا فيتزجيرالد على موقع ألو سيني (الفرنسية)
- ويللا فيتزجيرالد على موقع أول موفي (الإنجليزية)
- ويللا فيتزجيرالد على موقع قاعدة بيانات الفيلم (الإنجليزية)
- ويللا فيتزجيرالد على موقع كينوبويسك (الروسية)